# Aardkastanje
De aardkastanje (Bunium bulbocastanum) is een in de Benelux in het wild groeiende vaste plant uit de schermbloemenfamilie (Umbelliferae oftewel Apiaceae). Vroeger werd de plant wel geteeld om de eetbare wortels. Aardkastanje wordt met uitsterven bedreigd en staat op de Belgische Rode lijst en op de Nederlandse Rode lijst. Op de Nederlandse Rode lijst staat deze als zeldzaam en matig afgenomen. De plant komt van nature voor in
Europa, Noordwest-Afrika en oostwaarts tot in India.
De plant wordt 30-70 cm hoog en heeft een kale, geribde en gevulde stengel. De plant heeft onderaan de stengel een vlezige, bolvormige, zwarte, tot 2,5 cm verdikte wortel. De driehoekige bladeren zijn twee- tot drievoudig geveerd en hebben lijnvormige slippen. De bladslippen zijn gaafrandig. De onderste bladeren hebben lange stelen die op enige afstand van de stengel uit de grond steken. De bladeren hebben een brede zich plotseling versmallende bladschede.
De plant bloeit in juni en juli met witte, 2 mm grote bloemen, die in een 3-8 cm groot scherm staan. Het scherm heeft acht tot twintig stralen. De buitenste stralen hebben overwegend mannelijk bloemen, Bij de andere stralen zijn de bloemen tweeslachtig. Het omwindsel en de omwindselblaadjes hebben vijf tot tien bladen. De kelkbladen ontbreken. De stijlen zijn in de vrucht teruggeslagen en vrij plotseling aan de voet verbreed (stijlkussen). De stijlen zijn even lang als de stijlkussens.
De vrucht is een tweedelige, hoekige, 3-5 mm lange splitvrucht met vlakke ribben. De deelvruchtjes zijn eenzadig.
De aardkastanje komt voor op vochtige tot droge, kalkrijke grond in graslanden en aan akkerranden.

## Namen in andere talen
- Duits: Erdkastanie
- Engels: Great pignut, Greater pignut)
- Frans: Châtaigne de terre, Noix de terre